# Iezévets
Iezévets (en rus: Езевец) és un poble de l'óblast d'Arkhànguelsk, a Rússia, segons el cens del 2012 tenia 54 habitants.